# Les Mages
Cet article possède un paronyme, voir Mage (homonymie).
Les Mages est une commune française située dans le nord du département du Gard en région Occitanie.
Exposée à un climat méditerranéen, elle est drainée par l'Auzon et par divers autres petits cours d'eau. Incluse dans les Cévennes.
Les Mages est une commune rurale qui compte 2 107 habitants en 2022, après avoir connu une forte hausse de la population depuis 1975. Elle est dans l'agglomération d'Alès et fait partie de l'aire d'attraction d'Alès. Ses habitants sont appelés les Mageois ou  Mageoises.

## Géographie

### Localisation
Le village des Mages se trouve entre Alès (13 km) et Saint-Ambroix (5 km), sur la RD 904, dans le bassin houiller des Cévennes, sous la forêt domaniale du Rouvergue. Il est proche du département de l'Ardèche.
|                          | Molières-sur-Cèze | Saint-Ambroix             |
| Saint-Jean-de-Valériscle | Mages             | Potelières                |
|                          | Rousson           | Saint-Julien-de-Cassagnas |

### Hydrographie et relief
La commune est arrosée par la Cèze au Nord et par l'Auzonnet au Sud. À ce titre la commune est membre du AB Cèze, le Syndicat Mixte d'Aménagement du Bassin Versant de la Cèze qui, dans le cadre du contrat de Rivière du Bassin de la Cèze a la responsabilité de la prévention et de la lutte contre les inondations ainsi que la préservation du milieu naturel.

### Climat
Pour des articles plus généraux, voir Climat de l'Occitanie et Climat du Gard.
En 2010, le climat de la commune est de type climat méditerranéen franc, selon une étude s'appuyant sur une série de données couvrant la période 1971-2000. En 2020, Météo-France publie une typologie des climats de la France métropolitaine dans laquelle la commune est exposée à un climat de montagne ou de marges de montagne et est dans la région climatique Provence, Languedoc-Roussillon, caractérisée par une pluviométrie faible en été, un très bon ensoleillement (2 600 h/an), un été chaud (21,5 °C), un air très sec en été, sec en toutes saisons, des vents forts (fréquence de 40 à 50 % de vents > 5 m/s) et peu de brouillards.
Pour la période 1971-2000, la température annuelle moyenne est de 13,1 °C, avec une amplitude thermique annuelle de 17,4 °C. Le cumul annuel moyen de précipitations est de 1 102 mm, avec 7 jours de précipitations en janvier et 3,7 jours en juillet. Pour la période 1991-2020, la température moyenne annuelle observée sur la station météorologique la plus proche, située sur la commune de Salindres à 6 km à vol d'oiseau, est de 14,0 °C et le cumul annuel moyen de précipitations est de 1 092,1 mm,. Pour l'avenir, les paramètres climatiques de la commune estimés pour 2050 selon différents scénarios d’émission de gaz à effet de serre sont consultables sur un site dédié publié par Météo-France en novembre 2022.

### Voies de communication et transports

#### Axes ferroviaires
L'ancienne gare de chemin de fer, sur l'embranchement de la ligne Alès-Bessèges de la SNCF, a été transformée en habitation. On y voyait passer les trains de charbon venant du Martinet, de Saint-Florent-sur-Auzonnet et de Saint-Jean-de-Valériscle, rejoignant la ligne principale à Saint-Julien-de-Cassagnas. Cette ligne servait également à acheminer les bobines de soie grège vers Lyon pour y être tissées.

### Milieux naturels et biodiversité

#### Espaces protégés
La protection réglementaire est le mode d’intervention le plus fort pour préserver des espaces naturels remarquables et leur biodiversité associée,.
Dans ce cadre, la commune fait partie de l'aire d'adhésion du Parc national des Cévennes. Ce  parc national, créé en 1967, est un territoire de moyenne montagne formé de cinq entités géographiques : le massif de l'Aigoual, le causse Méjean avec les gorges du Tarn et de la Jonte, le mont Lozère, les vallées cévenoles ainsi que le piémont cévenol.
La commune fait partie de la zone de transition des Cévennes, un territoire d'une superficie de 116 032 ha reconnu réserve de biosphère par l'UNESCO en 1985 pour la mosaïque de milieux naturels qui la composent et qui abritent une biodiversité exceptionnelle, avec 2 400 espèces animales, 2 300 espèces de plantes à fleurs et de fougères, auxquelles s’ajoutent d’innombrables mousses, lichens, champignons,.

## Urbanisme

### Typologie
Au 1er janvier 2024, Les Mages est catégorisée bourg rural, selon la nouvelle grille communale de densité à sept niveaux définie par l'Insee en 2022.
Elle appartient à l'unité urbaine d'Alès, une agglomération intra-départementale regroupant 22  communes, dont elle est une commune de la banlieue,,. Par ailleurs la commune fait partie de l'aire d'attraction d'Alès, dont elle est une commune de la couronne,. Cette aire, qui regroupe 64 communes, est catégorisée dans les aires de 50 000 à moins de 200 000 habitants,.

### Occupation des sols
L'occupation des sols de la commune, telle qu'elle ressort de la base de données européenne d’occupation biophysique des sols Corine Land Cover (CLC), est marquée par l'importance des forêts et milieux semi-naturels (45,6 % en 2018), en augmentation par rapport à 1990 (44,4 %). La répartition détaillée en 2018 est la suivante : 
zones agricoles hétérogènes (30,2 %), forêts (24,7 %), milieux à végétation arbustive et/ou herbacée (20,9 %), zones urbanisées (14,4 %), cultures permanentes (9,7 %). L'évolution de l’occupation des sols de la commune et de ses infrastructures peut être observée sur les différentes représentations cartographiques du territoire : la carte de Cassini (XVIIIe siècle), la carte d'état-major (1820-1866) et les cartes ou photos aériennes de l'IGN pour la période actuelle (1950 à aujourd'hui).

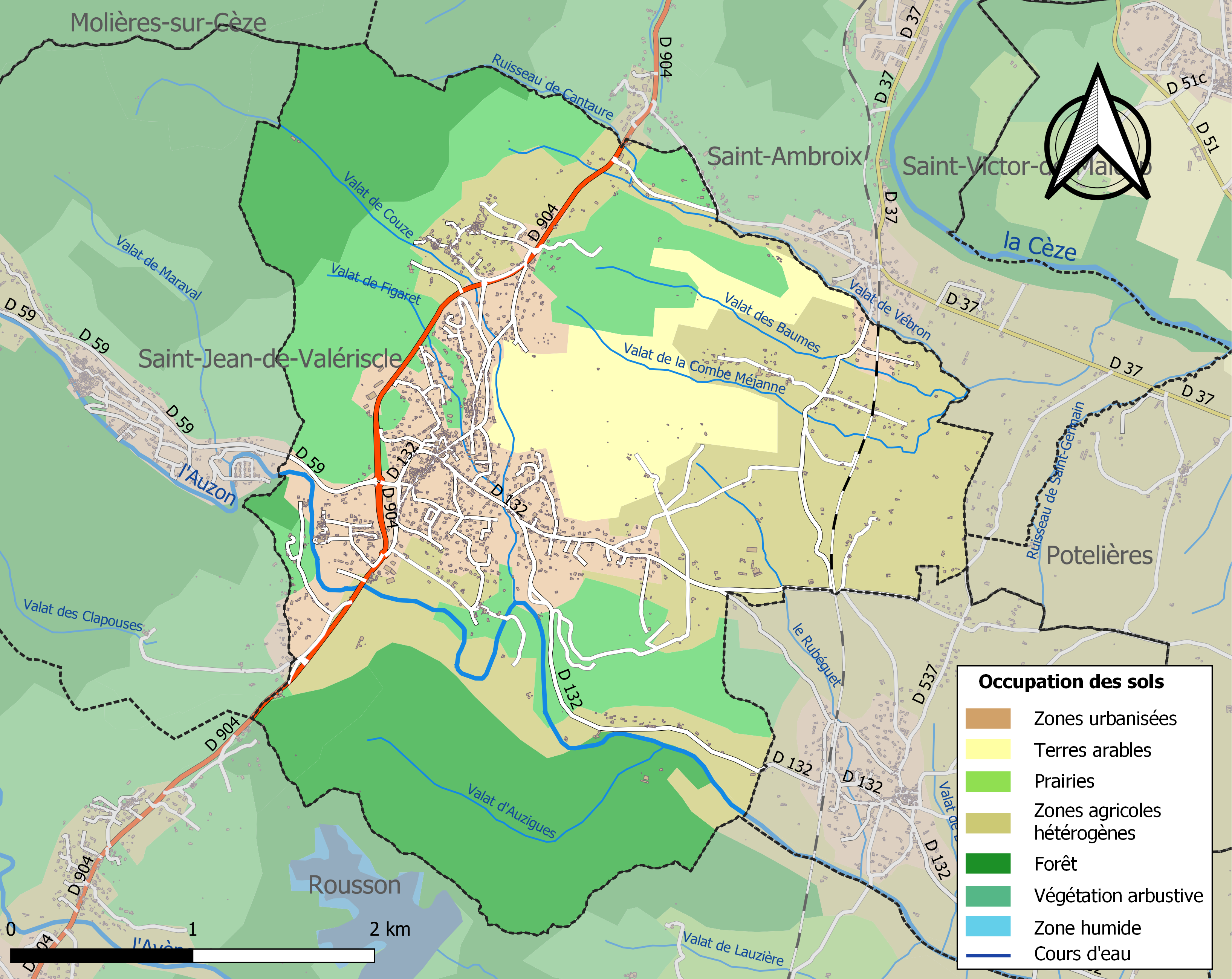
Carte des infrastructures et de l'occupation des sols de la commune en 2018 (CLC).

### Risques majeurs
Le territoire de la commune des Mages est vulnérable à différents aléas naturels : météorologiques (tempête, orage, neige, grand froid, canicule ou sécheresse), inondations, feux de forêts, mouvements de terrains et séisme (sismicité modérée). Il est également exposé à un risque particulier : le risque de radon. Un site publié par le BRGM permet d'évaluer simplement et rapidement les risques d'un bien localisé soit par son adresse soit par le numéro de sa parcelle.

#### Risques naturels
La commune fait partie du territoire à risques importants d'inondation (TRI) d'Alès, regroupant 37 communes autour d'Alès, un des 31 TRI qui ont été arrêtés fin 2012 sur le bassin Rhône-Méditerranée, retenu au regard des risques de débordements de la Cèze et des Gardons. Parmi les dernières crues significatives qui ont touché le territoire figurent celles de 1958 et de septembre 2002. Des cartes des surfaces inondables ont été établies pour trois scénarios : fréquent (crue de temps de retour de 10 ans à 30 ans), moyen (temps de retour de 100 ans à 300 ans) et extrême (temps de retour de l'ordre de 1 000 ans, qui met en défaut tout système de protection),. La commune a été reconnue en état de catastrophe naturelle au titre des dommages causés par les inondations et coulées de boue survenues en 1982, 1983, 1987, 1992, 1993, 1995, 1997, 1998, 2002, 2008, 2014 et 2015,.

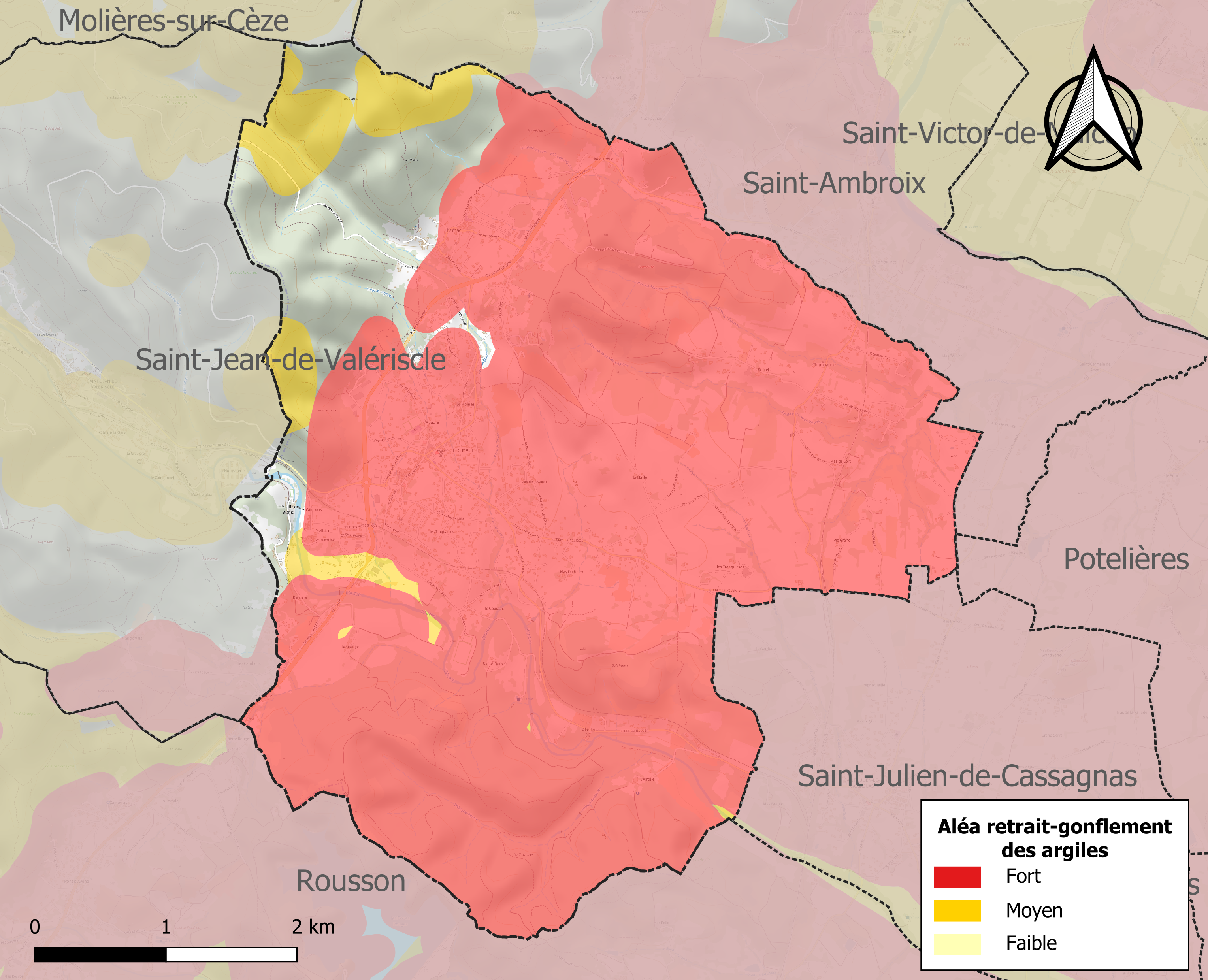
Carte des zones d'aléa retrait-gonflement des sols argileux des Mages.

La commune est vulnérable au risque de mouvements de terrains constitué principalement du retrait-gonflement des sols argileux. Cet aléa est susceptible d'engendrer des dommages importants aux bâtiments en cas d’alternance de périodes de sécheresse et de pluie. 89,3 % de la superficie communale est en aléa moyen ou fort (67,5 % au niveau départemental et 48,5 % au niveau national). Sur les 978 bâtiments dénombrés sur la commune en 2019, 933 sont en aléa moyen ou fort, soit 95 %, à comparer aux 90 % au niveau départemental et 54 % au niveau national. Une cartographie de l'exposition du territoire national au retrait gonflement des sols argileux est disponible sur le site du BRGM,.
Par ailleurs, afin de mieux appréhender le risque d’affaissement de terrain, l'inventaire national des cavités souterraines permet de localiser celles situées sur la commune.
Concernant les mouvements de terrains, la commune a été reconnue en état de catastrophe naturelle au titre des dommages causés par la sécheresse en 2017 et 2019 et par des mouvements de terrain en 1983.

#### Risque particulier
Dans plusieurs parties du territoire national, le radon, accumulé dans certains logements ou autres locaux, peut constituer une source significative d’exposition de la population aux rayonnements ionisants. Certaines communes du département sont concernées par le risque radon à un niveau plus ou moins élevé. Selon la classification de 2018, la commune des Mages est classée en zone 3, à savoir zone à potentiel radon significatif.

## Toponymie
On peut penser à meaticum, en ancien français meage au pluriel, « droits de passages ».

## Histoire

### Moyen Âge
Le village est mentionné Locus vocatus als Malhs en 1337 dans le cartulaire de la seigneurie d'Alais.

### Époque contemporaine
Ce hameau de Saint-Jean-de-Valériscle est devenu une commune par l'ordonnance royale du 25 septembre 1834, à la suite de l'augmentation de population entraînée par le développement de l'exploitation du charbon dans le bassin des Cévennes.
Après enquête, le préfet du régime de Vichy décide de suspendre le maire, suspecté pour son attitude équivoque. Protestant, franc-maçon et président de la loge locale, il avait fait ôter une croix, située contre l’église, pour la faire remplacer par un urinoir.

## Politique et administration

### Liste des maires
| Période                                  | Période                     | Identité          | Étiquette | Qualité                                                                                    |
| ---------------------------------------- | --------------------------- | ----------------- | --------- | ------------------------------------------------------------------------------------------ |
| Les données manquantes sont à compléter. |                             |                   |           |                                                                                            |
|                                          |                             | Pierre Salles     | PCF       |                                                                                            |
|                                          | 1984 (décès)                | Gilbert Blanc     | PCF       | Délégué mineur, Conseiller général du canton de Saint-Ambroix (1976-1983)                  |
| 1984                                     | 16 mars 2018 (démission)    | Jean-Claude Paris | PCF       | Retraité de la fonction publique Conseiller général du Canton de Saint-Ambroix (2001-2015) |
| 16 mars 2018                             | En cours (au 16 avril 2018) | Alain Giovinazzo  | PCF       | Agent technique                                                                            |

## Population et société

### Démographie
L'évolution du nombre d'habitants est connue à travers les recensements de la population effectués dans la commune depuis 1836. Pour les communes de moins de 10 000 habitants, une enquête de recensement portant sur toute la population est réalisée tous les cinq ans, les populations de référence des années intermédiaires étant quant à elles estimées par interpolation ou extrapolation. Pour la commune, le premier recensement exhaustif entrant dans le cadre du nouveau dispositif a été réalisé en 2004.

En 2022, la commune comptait 2 107 habitants, en évolution de +0,86 % par rapport à 2016 (Gard : +2,97 %, France hors Mayotte : +2,11 %).
| 1836  | 1841  | 1846  | 1851  | 1856  | 1861  | 1866  | 1872  | 1876  |
| ----- | ----- | ----- | ----- | ----- | ----- | ----- | ----- | ----- |
| 1 040 | 1 121 | 1 114 | 1 247 | 1 240 | 1 203 | 1 255 | 1 140 | 1 155 |

| 1881  | 1886  | 1891  | 1896  | 1901  | 1906  | 1911  | 1921  | 1926  |
| ----- | ----- | ----- | ----- | ----- | ----- | ----- | ----- | ----- |
| 1 009 | 1 089 | 1 105 | 1 135 | 1 101 | 1 097 | 1 139 | 1 076 | 1 144 |

| 1931  | 1936  | 1946  | 1954  | 1962  | 1968  | 1975  | 1982  | 1990  |
| ----- | ----- | ----- | ----- | ----- | ----- | ----- | ----- | ----- |
| 1 147 | 1 028 | 1 051 | 1 125 | 1 150 | 1 145 | 1 127 | 1 275 | 1 497 |

| 1999  | 2004  | 2006  | 2009  | 2014  | 2019  | 2022  | - | - |
| ----- | ----- | ----- | ----- | ----- | ----- | ----- | - | - |
| 1 511 | 1 691 | 1 742 | 1 827 | 2 030 | 2 044 | 2 107 | - | - |

### Manifestations culturelles et festivités
En 2008, le festival du film de voyage est lancé. Il est reconduit avec succès en 2009.

## Économie

### Revenus
En 2018  (données Insee publiées en septembre 2021), la commune compte 881 ménages fiscaux, regroupant 2 040 personnes. La médiane du revenu disponible par unité de consommation est de 19 520 € (20 020 € dans le département). 40 % des ménages fiscaux sont imposés (43,9 % dans le département).

### Emploi
|                | 2008   | 2013   | 2018   |
| -------------- | ------ | ------ | ------ |
| Commune        | 8,3 %  | 11,1 % | 11,6 % |
| Département    | 10,6 % | 12 %   | 12 %   |
| France entière | 8,3 %  | 10 %   | 10 %   |

En 2018, la population âgée de 15 à 64 ans s'élève à 1 185 personnes, parmi lesquelles on compte 69,6 % d'actifs (58 % ayant un emploi et 11,6 % de chômeurs) et 30,4 % d'inactifs,. Depuis 2008, le taux de chômage communal (au sens du recensement) des 15-64 ans est inférieur à celui du département, mais supérieur à celui de la France.
La commune fait partie de la couronne de l'aire d'attraction d'Alès, du fait qu'au moins 15 % des actifs travaillent dans le pôle,. Elle compte 271 emplois en 2018, contre 278 en 2013 et 311 en 2008. Le nombre d'actifs ayant un emploi résidant dans la commune est de 698, soit un indicateur de concentration d'emploi de 38,8 % et un taux d'activité parmi les 15 ans ou plus de 49,2 %.
Sur ces 698 actifs de 15 ans ou plus ayant un emploi, 143 travaillent dans la commune, soit 21 % des habitants. Pour se rendre au travail, 91,6 % des habitants utilisent un véhicule personnel ou de fonction à quatre roues, 0,6 % les transports en commun, 3,5 % s'y rendent en deux-roues, à vélo ou à pied et 4,3 % n'ont pas besoin de transport (travail au domicile).

### Activités hors agriculture

#### Secteurs d'activités
152 établissements sont implantés  aux Mages au 31 décembre 2019. Le tableau ci-dessous en détaille le nombre par secteur d'activité et compare les ratios avec ceux du département,.
| Secteur d'activité                                                                                        | Commune | Commune | Département |
| Secteur d'activité                                                                                        | Nombre  | %       | %           |
| --- | ------- | ------- | ----------- |
| Ensemble                                                                                                  | 152     | 100 %   | (100 %)     |
| Industrie manufacturière, industries extractives et autres                                                | 12      | 7,9 %   | (7,9 %)     |
| Construction                                                                                              | 26      | 17,1 %  | (15,5 %)    |
| Commerce de gros et de détail, transports, hébergement et restauration                                    | 51      | 33,6 %  | (30 %)      |
| Information et communication                                                                              | 2       | 1,3 %   | (2,2 %)     |
| Activités financières et d'assurance                                                                      | 1       | 0,7 %   | (3 %)       |
| Activités immobilières                                                                                    | 3       | 2 %     | (4,1 %)     |
| Activités spécialisées, scientifiques et techniques et activités de services administratifs et de soutien | 15      | 9,9 %   | (14,9 %)    |
| Administration publique, enseignement, santé humaine et action sociale                                    | 21      | 13,8 %  | (13,5 %)    |
| Autres activités de services                                                                              | 21      | 13,8 %  | (8,8 %)     |

Le secteur du commerce de gros et de détail, des transports, de l'hébergement et de la restauration est prépondérant sur la commune puisqu'il représente 33,6 % du nombre total d'établissements de la commune (51 sur les 152 entreprises implantées  aux Les Mages), contre 30 % au niveau départemental.

### Agriculture
|               | 1988 | 2000 | 2010 | 2020 |
| ------------- | ---- | ---- | ---- | ---- |
| Exploitations | 75   | 35   | 22   | 5    |
| SAU (ha)      | 228  | 122  | 122  | 126  |

La commune est dans les Garrigues, une petite région agricole occupant le centre du département du Gard. En 2020, l'orientation technico-économique de l'agriculture  sur la commune est l'élevage d'ovins ou de caprins. Cinq exploitations agricoles ayant leur siège dans la commune sont dénombrées lors du recensement agricole de 2020 (75 en 1988). La superficie agricole utilisée est de 126 ha,,.

## Culture locale et patrimoine

### Édifices civils

#### Filatures
Plusieurs filatures dont les bâtiments encore debout témoignent de l'activité séricicole (vers à soie) passée.
- Filature Bleton[39], fermée en 1957, rue de l'Église.
- Filature Lacroix[40], fermée en 1855, le Bois Redon, route de Saint-Julien-de-Cassagnas.
- Filature Duclaux[41], fermée en 1889, château de Melhien.
- Filature Mazolier[42], fermée en 1884, route du château de Melhien.
- Filature Labeille/Villaret[43], fermée vers 1885, malgré quelques tentatives de redémarrage jusqu'en 1922, hameau de Larnac[44].
- Filature Silhol[45], fermée en 1855, les Claux, hameau de Melhien.
- Filature Martin puis moulin à huile Benoit puis Rodier, la Moinas, route de Saint-Ambroix[46].
- Filature de l'Ayrolette[47], précédemment moulin à papier Gentil, établi en 1660, lieu-dit l'Ayrolette, route de Saint-Ambroix[48].
- Filature Blachère, précédemment moulin à huile puis filature Védrines[49].

#### Verrerie de Barrière
La verrerie de Barrière a, elle, été fondé en 1804 pour fabriquer du verre vert. Après de multiples difficultés, l'usine ferme ses portes en 1850.

#### Moulin de Meilhen
Le moulin de Meilhen, actionné par une dérivation de l'Auzonnet, était un moulin à farine et à huile d'olive. Intégralement conservé, il pouvait encore tourner récemment. Mais il n'est pas ouvert à la visite, pas plus que les vestiges du moulin Brahic en amont et de celui du Coussac. Par contre, le moulin à huile Rodier, installé dans une ancienne filature à la fin du XIXe siècle, situé à peu de distance du valat de Couze, mais actionné par l'électricité, est encore en service pour la campagne 2007-2008 (la récolte des olives commence en novembre et s'achève en janvier).

#### Capitelles
Sur une colline, La Tourette domine le village. C'est une simple capitelle de pierres calcaires liées au mortier, mais elle est devenue le symbole du village et une réplique en a été construite sur le rond-point à l'entrée du village.

### Édifices religieux
- Église de l'Épiphanie des Mages.
- Temple protestant des Mages.

### Patrimoine culturel
- Espace Georges-Bauquier : en 2006 est créé l'espace Georges-Bauquier, comprenant une salle d'exposition et une salle de projection vidéo[52].

### Personnalités liées à la commune
Le peintre Georges Bauquier, collaborateur de Fernand Léger, créateur du musée Fernand-Léger de Biot, est issu d'une famille mageoise. Dans les années 1970, il a monté, dans les locaux de l'école du village plusieurs expositions de grande qualité. À sa demande, Nadia Léger a légué à la commune La Femme à l’Oiseau, une mosaïque de Fernand Léger qui orne le fronton de la salle polyvalente.

### Héraldique
| Blason de Les Mages | Blason  | D'azur au capitelle d'argent, ouvert et ajouré de sable posé sur une terrasse de sinople, au chef de gueules chargé de trois étoiles d'or. |
| Blason de Les Mages | Détails | Le statut officiel du blason reste à déterminer.                                                                                           |